# اوبالدو ریگتی
اوبالدو ریگتی (به ایتالیایی: Ubaldo Righetti) بازیکن فوتبال و اهل ایتالیا است 

## تیم ملی
از سال ۱۹۸۳ میلادی عضو تیم ملی فوتبال ایتالیا بوده و در ۸ بازی ملی حضور داشته‌است. او در بازی‌های ملی‌اش گلی به ثمر نرساند.
اوبالدو ریگتی آخرین بازی ملی خود را در سال ۱۹۸۵ میلادی انجام داد.